# Ноћ и магла (ТВ филм)
Ноћ и магла је југословенски кратки телевизијски филм из 1968. године. Режирао га је Славољуб Стефановић Раваси а сценарио је написао Данило Киш.

## Улоге
| Глумац                | Улога          |
| --------------------- | -------------- |
| Љиљана Крстић         | Марусија Риго  |
| Михаило Миша Јанкетић | Андреас        |
| Светолик Никачевић    | Емил Риго, муж |